# 2001 FR127
(461377) 2001 FR127 eller 2001 FR127 är en asteroid som upptäcktes i mars 2001, av NEAT. Den ligger i nästan samma omloppsbana som Mars. Det finns misstankar om att det är en trojansk asteroid till Mars, men detta är inte bekräftat. Om man bekräftar att den är en trojansk asteroid skulle den ligga i lagrangepunkt L5 som följer efter planeten i omloppsbanan.